# Кузнецов, Артур Фёдорович
Артур Фёдорович Кузнецов (4 октября 1972, Сочи) — советский и российский футболист, полузащитник.
Воспитанник РОУОР Ростов-на-Дону. Первый клуб — команда второй советской лиги «Шахтёр» Шахты (1990). Бо́льшую часть карьеры провёл в сочинской «Жемчужине» (1991—2003). В 1994 году играл в нижегородском «Локомотиве», в 2001 — в «Нефтехимике», в 2002 — в СКА (Ростов-на-Дону). В 2008—2009 годах играл за любительский клуб «Адлер».